# 5-氮杂-7-脱氮嘌呤
5-氮杂-7-脱氮嘌呤是一种含氮有机化合物，分子式C5H4N4，为一种嘌呤类似物，重要的衍生物有5-氮雜-7-脫氮鳥嘌呤。